# 銅合金列表
銅合金是以銅為主的合金，它們能有效地抵抗腐蝕。最多人知道的種類是青銅（銅為主要，錫為次要）和黃銅（銅為主要，鋅為次要）。在古代歐洲「青銅」和「黃銅」術語常混用，現在在歐洲（尤其是博物館）被「銅合金」取代。

## 成分
| 家族             | (除銅外)主要合成元素 | UNS編號                     |
| ---------------- | -------------------- | --------------------------- |
| 銅合金、黃銅     | 鋅（Zn）             | C1xxxx–C4xxxx,C66400–C69800 |
| 磷青銅           | 錫（Sn）             | C5xxxx                      |
| 鋁青銅           | 鋁（Al）             | C60600–C64200               |
| 矽青銅           | 矽（Si）             | C64700–C66100               |
| 銅鎳合金，鎳黃銅 | 鎳（Ni）             | C7xxxx                      |

## 黄铜
黄铜是铜和锌的合金。黄铜通常是黄色的。锌含量一般在很少到40%之间，保持在15%左右。它并没有显着降低铜的耐腐蚀性。

## 贵金属合金
铜经常与贵金属（如金、银）形成合金，例如，科林斯青铜。